# سامسونج جلاكسي زي فليب 3
سامسونج جلاكسي زي فليب 3 هو هاتف ذكي قابل للطي كشفت عنه شركة إلكترونيات سامسونج في 11 أغسطس 2021.